# En Vivo en Fantástico Bailable
En Vivo en Fantástico Bailable es el tercer álbum y el primero en vivo de la cantante argentina Gilda. Fue lanzado en 1994.

## Lista de canciones
| N.º   | Título                          | Duración |  |
| 1.    | «No me arrepiento de este amor» | 3:37     |  |
| 2.    | «Pasito a pasito»               | 3:56     |  |
| 3.    | «Volverte a ver»                | 3:21     |  |
| 4.    | «Noches vacías»                 | 3:33     |  |
| 5.    | «Paisaje»                       | 4:39     |  |
| 6.    | «Corazón valiente»              | 3:33     |  |
| 7.    | «Ámame suavecito»               | 3:33     |  |
| 8.    | «No te quedes afuera»           | 4:03     |  |
| 9.    | «Cómo marea»                    | 3:12     |  |
| 10.   | «Fuiste»                        | 3:18     |  |
| 36:45 |                                 |          |  |